# قاعده سرانگشتی

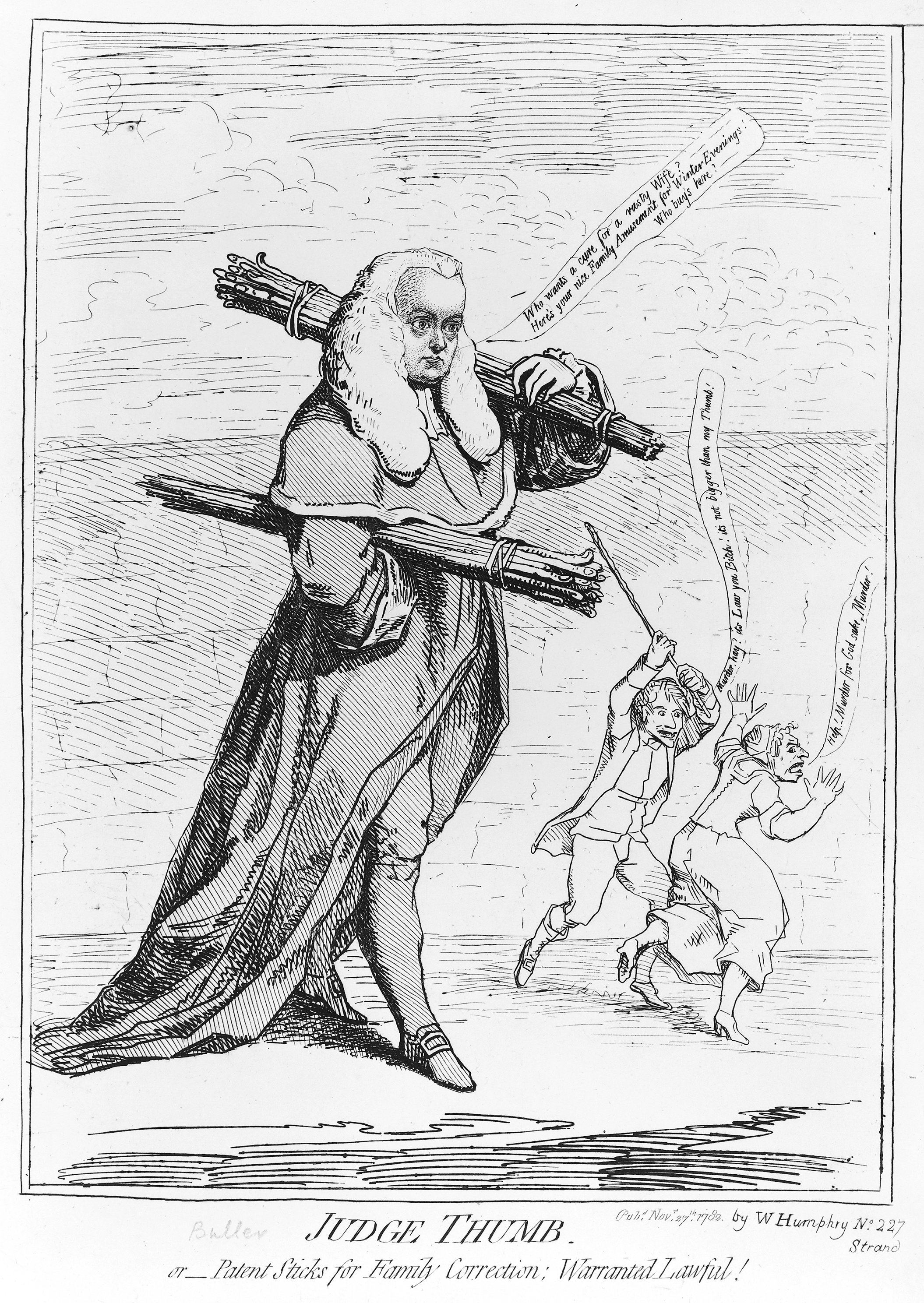
قانون شست

یک قاعده سرانگشتی یا حساب سرانگشتی اصل، قانون، یا قاعده ای است که به صورت تجربی، در مقیاس نسبتاً وسیعی صحیح یا قابل اعتماد است، اما لزوماً درستی آن در همه موارد ممکن اثبات نشده‌است. از این قوانین زمانی استفاده می‌شود که به دنبال یافتن پاسخی تقریبی و سریع برای یک مسئله هستیم و لزوماً دنبال جوابی صد در صد دقیق و اثبات شده نیستیم.
این گونه قوانین غالباً دارای سه ویژگی زیر می‌باشند:
- رابطه‌ای ساده هستند که به راحتی می‌توان آن را محاسبه نمود.
- برای کاربردهای گونان می‌توان از این گونه روابط استفاده کرد که علت آن ساده‌سازی و حذف پارامترهای با تأثیر کمتر است که باعث می‌شود با حذف جزئیات رابطه بدست آمده عمومیت بیشتری یابد.
- دقیق و قابل اعتماد نیستند و تنها برای تقریب اولیه بکار می‌روند.

## تاریخچه در غرب
حساب سرانگشتی را در انگستان، آمریکا و اروپای غربی با Rule of thumb به معنای قانون  شست می‌شناسند؛ زیرا گفته می‌شده شوهران نباید با ترکه‌ای کلفت‌تر از شست، کتک بزنند!

## مثال
قاعدهٔ تقریبی برای دو برابر شدن رشد جمعیت آن است که اگر عدد ۷۰ (مقدار دقیق این عدد برابر است با ۶۹/۳۱۴۷۱۸۱ که برابر است با ۱۰۰ برابر لگاریتم طبیعی ۲ که برای نرخ رشدهای بسیار کوچکتر از ۱٪ صادق است) را بر نرخ رشد تقسیم کنیم حاصل تعداد سال‌هایی را نشان می‌دهد که اگر رشد جمعیت با همین نرخ افزایش یابد جمعیت به دو برابر میزان حاضر افزایش خواهد یافت. به‌طور مثال اگر رشد جمعیت ۲٪ باشد، حدوداً ۳۵ سال طول می‌کشد تا جمعیت دو برابر شود.
در مباحث مالی و به‌ویژه نرخ بهره، عموماً مقدار ۷۲ به‌کار می‌رود که به آن قانون ۷۲ می‌گویند که گمراه‌کننده است. 